# Батальйон поліції «Вінниця»
Батальйон поліції «Вінниця» (БПОП «Вінниця») — спецпідрозділ поліції особливого призначення Головного управління Національної поліції в Вінницькій області.

## Історія
16 квітня 2014 року  з метою належного забезпечення прав та свобод громадян, захисту суспільства від злочинних посягань, охорони громадської порядку, наказом Міністра внутрішніх справ в структурі Управління МВС України у Вінницькій області був створений батальйон патрульної служби міліції особливого призначення «Вінниця».
24 липня 2014 року 100 бійцівбатальйону вирушили в зону АТО для участі в бойових діях проти терористів та російських загарбників.
У вересні 2014 року півсотні бійців батальйону міліції «Вінниця» виїхали в зону бойових дій — замінити товаришів, які провели у боях вже 2 місяці. З початку війни на сході України, батальйон спецпризначення «Вінниця» так і не залишав територію бойових дій (крім випадків часткової ротації). За цей період бійці підрозділу проявили себе з найкращої сторони, про що свідчить безліч листів, подяк та грамот від керівників тих територій, на яких вони несли службу.
Восени 2015 року у зв'язку зі створенням Національної поліції України батальйон переведено в структуру Головного управління Національної поліції у Вінницькій області.
17 січня 2016 року у Вінниці зустріли бійців 20-го зведеного загону вінницької поліції та 50 бійців батальйону патрульної служби особливого призначення «Вінниця», які місяць несли службу у зоні АТО. Правоохоронці забезпечували правопорядок на території Донецької та Луганської областей, охороняли важливі об'єкти, а також виконували бойові завдання командування АТО.
Батальйон особливого призначення «Вінниця» був визнаний громадою Попасної Луганської області найкращим підрозділом серед силових структур, підприємств і організацій, що діяли на території району протягом минулого року. Адже саме бійці батальйону були чи не єдині, хто під час обстрілів міста надавав допомогу мешканцям, виконував функцію швидкої допомоги та пожежників, а що найголовніше  - то це проведена (протягом дев'яти діб) евакуація людей з-під активних обстрілів. В результати цієї операції бійцям батальйону спецпризначення "Вінниця" вдалося врятувати понад 450 мешканців н.п. Троїцьке (14 км від Попасної). Деякі бійці були нагороджені державними нагородами за це..
16 квітня 2016 року бійці батальйону особливого призначення «Вінниця» вирушили в зону АТО. Вони змінили своїх колег, які на той час уже півтора місяця служили на Сході. Цього разу від'їзд для бійців став знаковим, адже збігся з другою річницею створення батальйону.
8 серпня 2016 року бійці батальйону «Вінниця», які два місяці несли службу в зоні проведення антитерористичної операції на Сході країни, повернулись додому. Командир загону Олег Гончарук відрапортував заступнику начальника ГУНП про виконання у повному обсязі завдань, поставлених керівництвом в зоні АТО.
Впродовж 2021 року бійці батальйону «Вінниця» перебували в зоні проведення Операції об’єднаних сил. Спецпідрозділ виконував задання по захисту м. Бахмут Донецької області від можливих провокацій з боку окупантів, охороняв громадський порядок та спокій громадян.
Після початку повномаштабно вторгнення окупаційних військ РФ, що почалось 24 лютого 2022 року, бійці батальйону продовжили виконувати завдання по обороні м. Бахмут. 
В грудні 2022 року під час оборони Бахмуту боєць спецпідрозділу старший лейтенант Андрій Свірін отримав контузію: за кілька метрів від нього спочатку розірвався снаряд, а потім - міна.

## Командування
- (2014 — 2016) підполковник поліції Руслан Мороз
- (2016 - 2017) майор поліції Гончарук Олег
- (2017 — т.ч.) підполковник поліції Гурняк Руслан
- (2024 - ) майор поліції Пацалюк Богдан